# Fairfield (Kent)
Fairfield – wieś w Anglii, w hrabstwie Kent. Leży 16 km od miasta Ashford. W 1931 roku civil parish liczyła 61 mieszkańców. To jest na bagnach Welland.